# William A. Purtell
William A. Purtell (Hartford, 1897. május 6. – West Hartford, 1978. május 31.) az Amerikai Egyesült Államok szenátora (Connecticut, 1952 és 1953–1959).